# The Wizard of the Kremlin
The Wizard of the Kremlin (franska: Le Mage du Kremlin) är en brittisk-fransk-amerikansk historisk thriller- och dramafilm, som har en planerad premiär i augusti 2025 på Filmfestivalen i Venedig. Filmen är regisserad av Olivier Assayas som även skrivit filmens manus tillsammans med Emmanuel Carrère som i sin tur är baserad på en roman skriven av Giuliano Da Empoli.

## Handling
Filmen handlar om en ung rysk filmskapare som oväntat blir rådgivare åt Vladimir Putin under hans väg mot makten i det postsovjetiska Ryssland.

## Rollista (i urval)
- Paul Dano - Vadim Baranov
- Jude Law - Vladimir Putin
- Alicia Vikander - Ksenia
- Zach Galifianakis
- Tom Sturridge
- Jeffrey Wright